# Gastronomía de Calabria

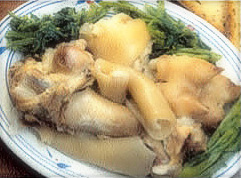
las Frittole.

La gastronomía calabresa (cucina calabrese) son los productos, técnicas culinarias y platos típicos de la región italiana de Calabria. La cocina está estrechamente ligada a la vida religiosa y espiritual del calabrés, comparte reglas y costumbres frecuentemente atadas a las celebraciones que se remontan a los tiempos antiguos, siendo el resultado de casi 3.000 años de historia, de la Magna Grecia a la unidad de Italia.
Por ejemplo; en la Navidad y en el día de los Reyes ha sido costumbre poner en la mesa trece alcances, mientras en que en Carnaval se comen macarrones y carne de cerdo. La Pascua se celebra con el asado de cordero y los panes espirituales, de igual manera en las otras festividades. Cada acontecimiento de la vida familiar (bodas, bautismos, etc.) siempre se celebra con una cena particular.
Hoy en día las costumbres no son tan rígidas y estrictas, pero mantienen muchas costumbres antiguas que no se pierden en los embates de la modernidad.

## Características
La comida de los calabreses a través de los años no se ha modificado mucho, los diversos platos tienen orígenes diferentes sobre la base de los pueblos que han habitado en esta región como los griegos y los árabes. Obviamente la introducción del pimentón picante se remonta a la época siguiente posterior al descubrimiento de América.
Revisten mucha importancia las comidas en conserva como las anchoas, en aceite y pimentón, los embutidos de cerdo como la 'nduja y la sobrasada (soppresata) calabresa, los quesos, las hortalizas en aceite y los tomates disecados, que permitieron resistir a los períodos de carestía, y también a los largos períodos de asedio de los piratas turcos.
Hoy en las áreas labradas se recogen productos agrícolas de óptima calidad, sobre las montañas se producen muchos quesos y están en aumento la viticultura y la producción de aceitunas. Las recetas calabresas emplean mucho las hortalizas, de las que el territorio tiene en abundancia: berenjenas sobre todo y luego tomates, pimientos, cebollas rojas y habas.
Un rol central en la cocina calabresa es el que ocupa el pan, utilizado en la preparación y en los ingredientes (importante el trigo duro), pero también de las pastas tradicionalmente hechas en casa.

## Entradas
- Maccarruni i'casa, los macarrones pertenecen a la más antigua tradición calabresa. Preparados con una masa de sémola y agua, son modelados alrededor a un alambre de cinc (ferreto) y sazonados con ricas estofados de cabra, ternera o cerdo, Maccarruni cu'zugu ra Crapa. Se completan gratinados con ricota o queso rallado.

- Pasta o' fùrnu (en la zona reggina) o Pasta 'ncasciàta (en Calabria Central y del Norte), son tubitos cortos sazonados con un ragú de carne, carne, albóndigas o embutidos, enriquecidos por huevos duros y caciocavallo (queso caballo) o mozzarella, además de berenjenas fritas y guisantes. Son servidos en una fuente completando la cocción en horno y sazonados con ragú fresco.

- Pasta ca' muddhìca (pasta con miga de pan rallado) es un plato simple constituido generalmente de espaguetis sazonados con anchoas, ajo y aceite, al que se le adhiere un poco de pan rallado, previamente tostado.
- Fileja o Fhilatierj (típicos de la Calabria central). Se parece a los macarrones por su sencillez. Principalmente son caseros. Combina óptimamente con la carne de cabra.
- Pose (judías).
- Bucatini cu Stoccu.
- Sopa de cipudduzzi (Calabria central y Norte), una sopa de pan y cebollas silvestres, parecidos a los lampascioni de Puglia.

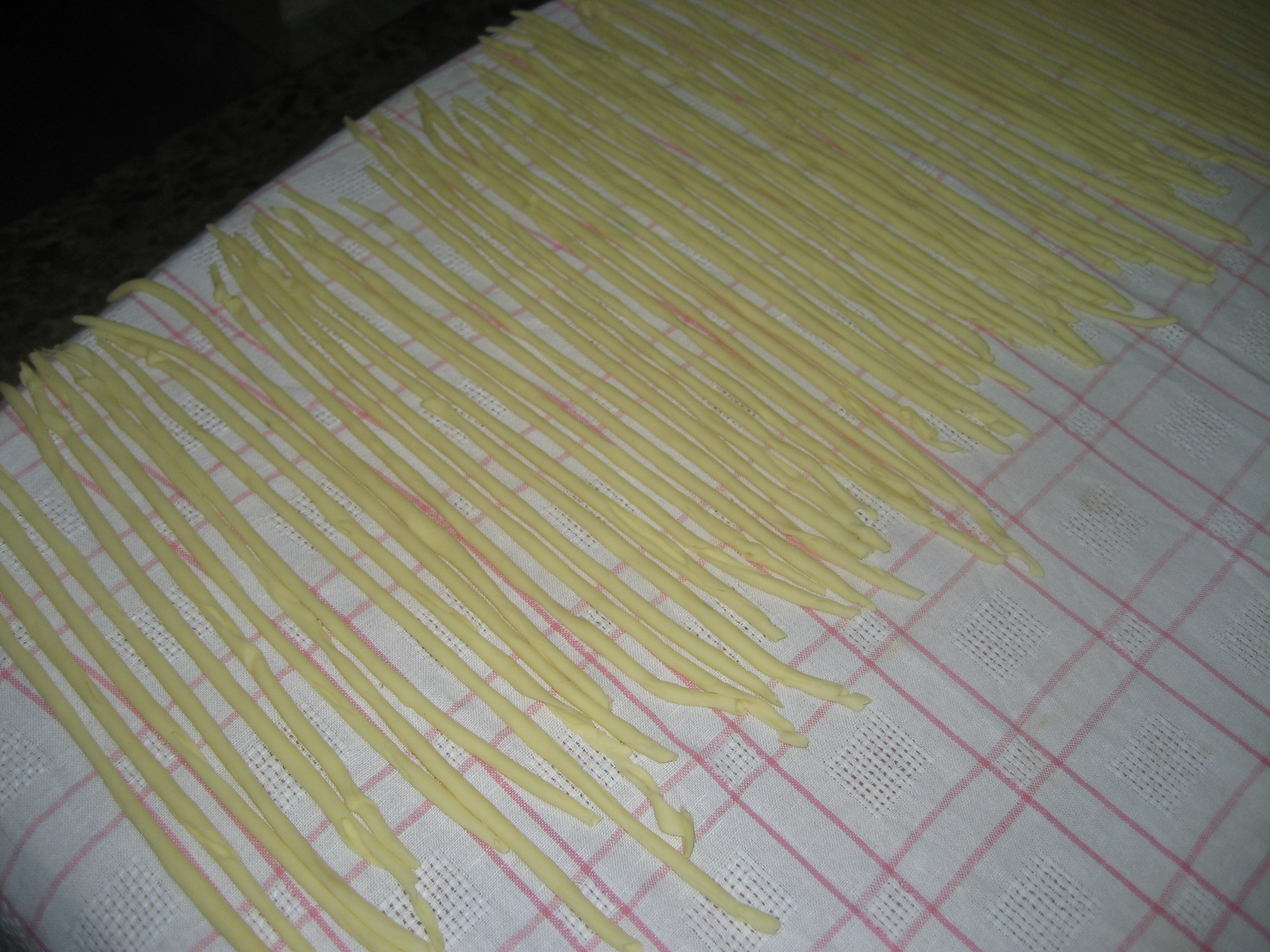
La Pasta hecha en casa.

## Platos fuertes

### Carne
- Los Frittole (cuero y carne de cerdo frito en su propia grasa),
- Los Bucalàci (caracoles), en algunos lugares llamados también vermituri.
- Los Curcùci (típicos de Reggio).
- U' Satizzu (o Sozizzu) (Salchicha calabresa).
- Morzeddhu (típico de Catanzaro).
- La Cervellata (Calabria central y norte).
- LaStigghiolata (Calabria central y norte).

### Pescado
- El pez espada es un ejemplar típico de la cocina calabresa, con el que se cocinan platos que incluyen:
  - Piscispata 'rustùtu cu'sarmorìgghiu (pez espada con salmoriglio).
  - Piscispata a'gghiotta (plato típico de la región).
  - Purpètti i Piscispata (albóndigas de pez espada).
- El pescado seco o stoccafisso, en particular el stocco di Mammola, que se cocina de diversas formas y constituye uno de los platos más importantes de la cocina calabresa.
  - Stocco alla Mammolese
  - Stocco con setas
  - Stocco con judías
  - Stocco asado
  - Berenjenas rellenas copn stocco
- atún de la región alla bagnarese"

### Verduras

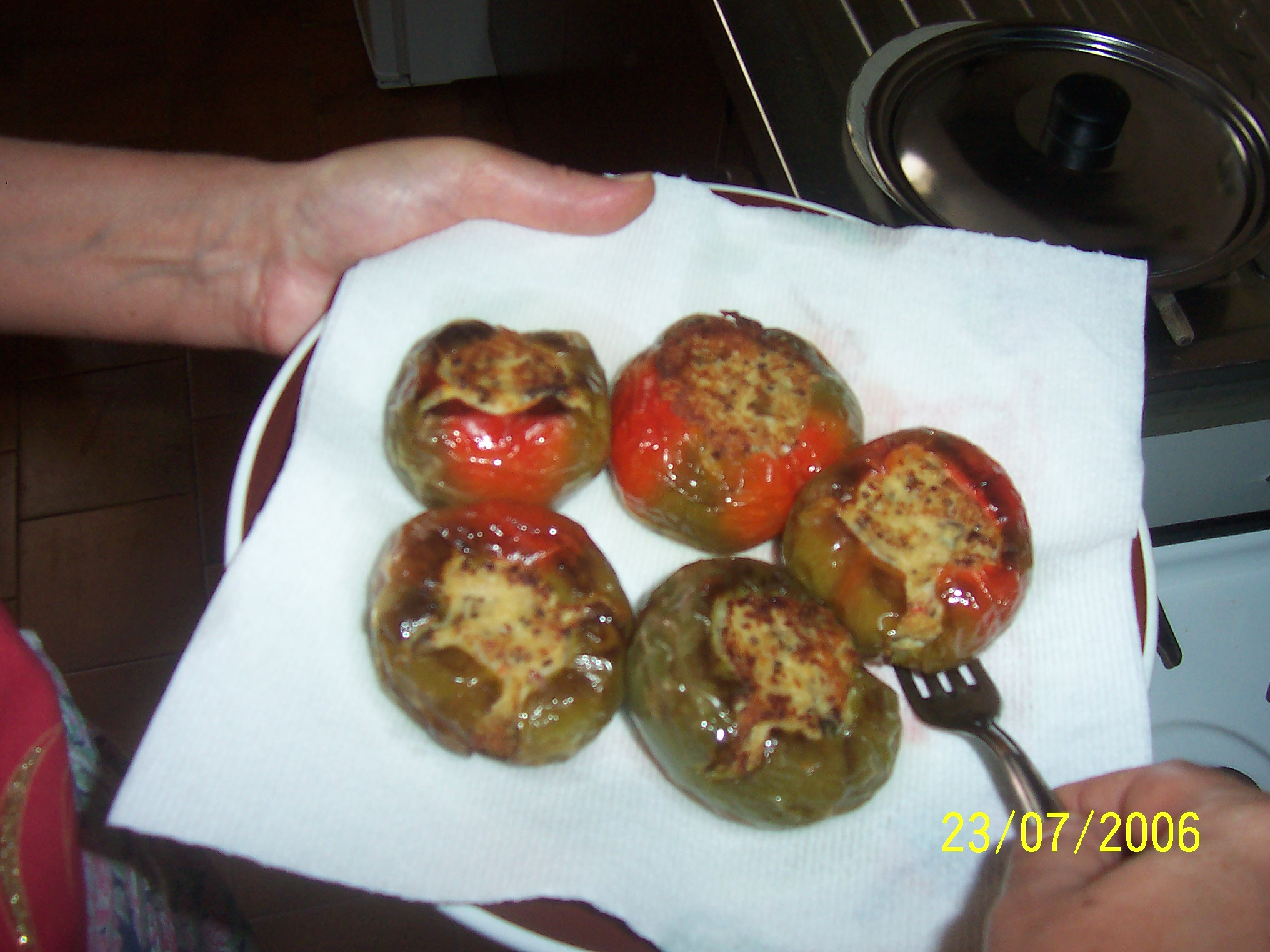
Pìpi chìni.

- Mulingiàni a' parmigiana, melanzane alla parmigiana
- Polpette di melanzane
- Melanzane ripiene (Mulingiani chini, spesso imbottite a spicchi con salsa di cipolla e pomodoro, con caciocavallo, con altri formaggi o con farciture miste)
- Melanzane a scapece
- Patate 'mpacchiuse-(piatto tipico della calabria nord-centrale)
- Pìpi chìni (Peperoni ripieni)
- Gianfùttiri (peperonata) a base di ortaggi, composto da varie verdure cucinate separatamente, poi soffritte in olio e spruzzate di aceto raccolte in un unico piatto -(piatto tipico della calabria nord-centrale)
- Màccu (Macco) la purea di fave bollite, ridotte a poltiglia e condite con olio e finocchietto selvatico.
- Pipi fritti (Peperoni fritti con patate)-(piatto tipico reggino)
- zafarani a rusceddra o zafafarani a ruscella, o zafarani cruschi (peperoni essiccati durante l'estate, che vengono fritti rendendosi molto croccanti)-(piatto tipico della calabria nord-centrale)

### Bizcochos y Botanas
- Crispelle
- Pizza alla reggina
- Panzarotti

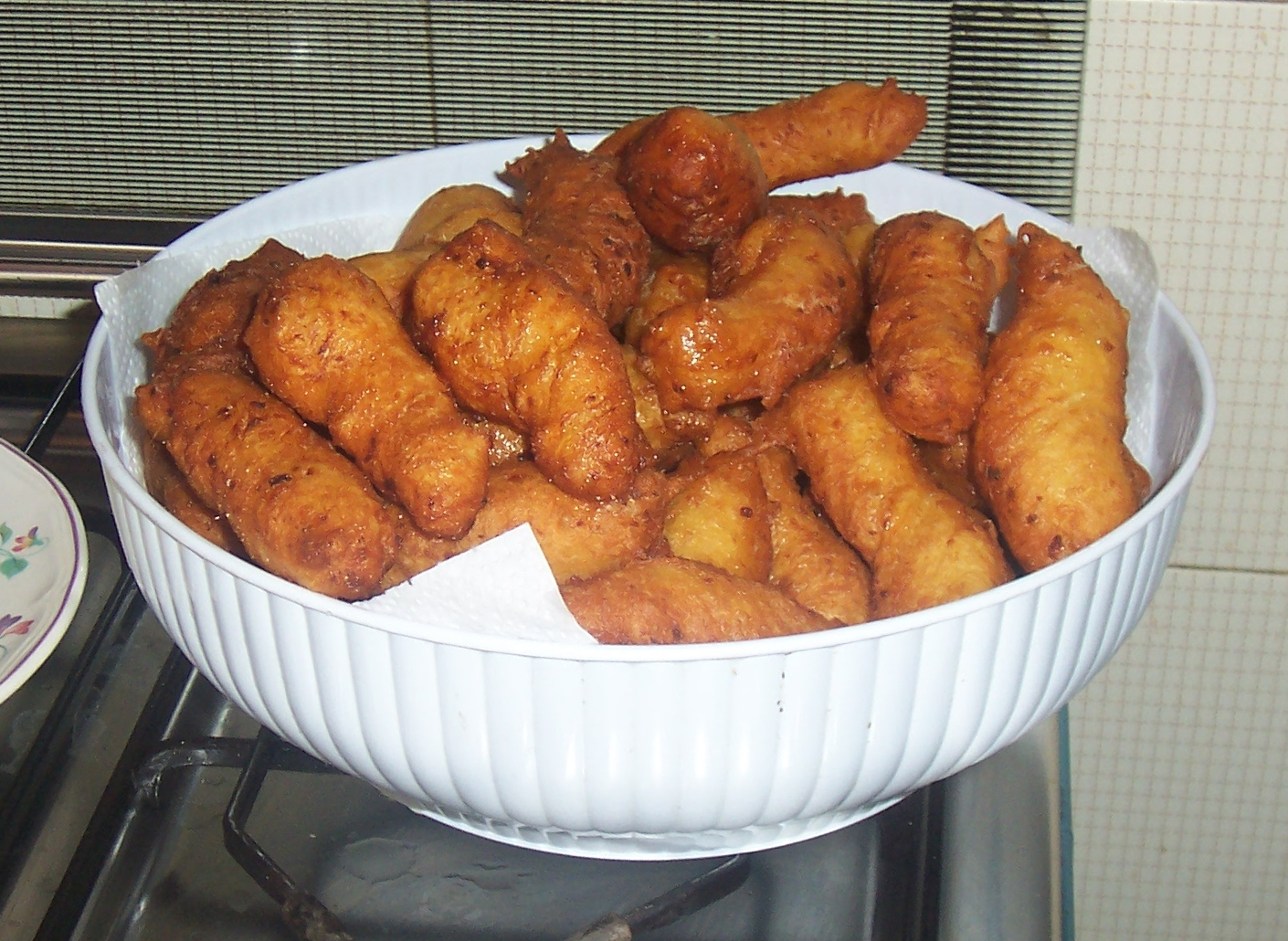
Zippuli.

- Biscottu a 'capunata (Biscotto di grano "a caponata")-(piatto tipico reggino)
- Suffrittu (Soffritto)-(piatto tipico reggino)
- Zippuli

## Embutidos

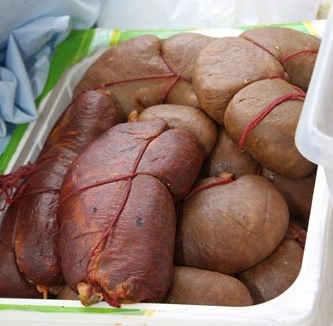
La 'Nduja

- 'Nduja, típico salchicón calabrés extremadamente picante -, plano típico de la Calabria Norte-central)
- Suppizzata o suprissata o Sopressata, típica sobrasada calabrés-(piatto típico de la Calabria Norte-central)
- Capicoddhu, capicodu o capaccuallu,o capaccuaddru o Capeccuallu, la típica sobrasada calabresa;
- Tocino es hecho con la parte de la barriga del cerdo, se aparta la piel y la parte interior compuestas por carne y grasa es puesta bajo sal por algún día, acabado el período de salazón el tocino es untada con senise y pimienta negra, enrollada y atada y misa a madurar)
- pizzenti o nduglia o harapiento (típico del cosentino) es hecho riempiendo un intestino tenue como salchicha, con carne, musculosa, pulmones y corazón del cerdo, son añadidos senise para exaltar el sabor y dar un color tendente al rojo.
- satizzu, sazizza o sazzizza (salchicha). se llena el intestino tenue con carne delgada y gorda de cerdo, en algunas zonas también es añadida senise, y se echa a madurar.
- Bucculàru o Vuccularu o Vusjhulu (almohada).

## Quesos
- Pecorino Crotonese
- Caciocavallo Silano;
- Pecorino del Monte Poro;
- Caprino della Limina;
- Pecorino del Pollino

## Ricotas
- Ricotta affumicata Crotonese;

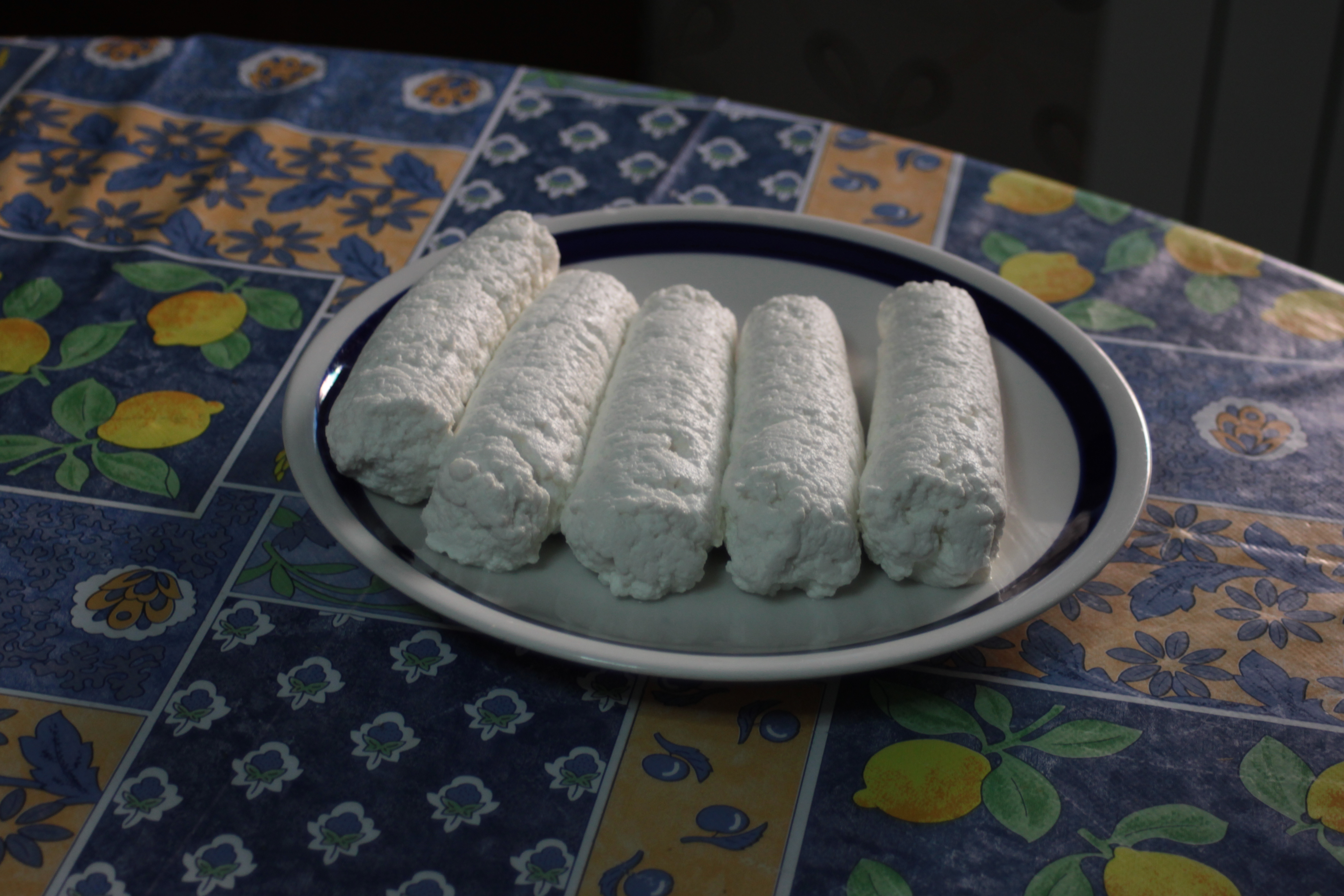
Ricotta de cabra de la Valle Stilaro

- Ricotta di capra affumicata di Mammola;
- Ricottone salato;
- Ricotta di capra;
- Ricotta di pecora;

## Panes

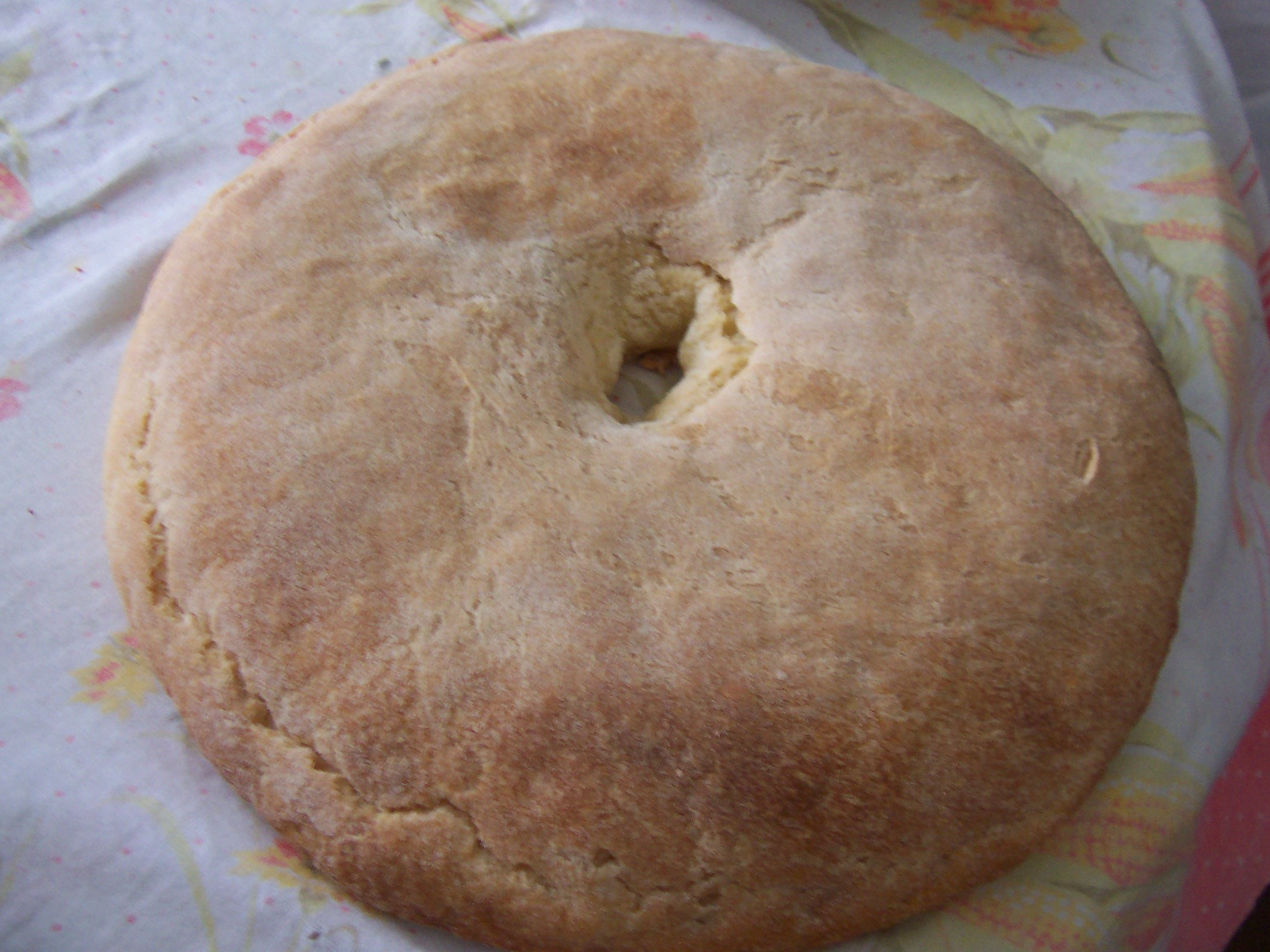
Tipología di Pitta.

- Pan'i Ranu, pan de casa de Seminara
- Pitta e Lestopitta, tipo de pan del área grecanica
- Pitta farcita
- "Pane pizzata" (pan de maíz) típico de Mammola

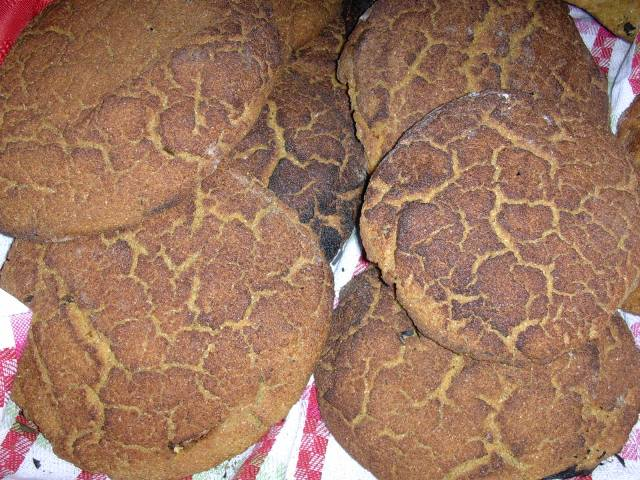
"Pane Pizzata" - Pan de maíz típico de Mammola.

- Sguta (pan pascual)

## Dulces

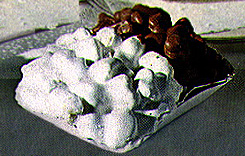
la Pignolata calabrese.

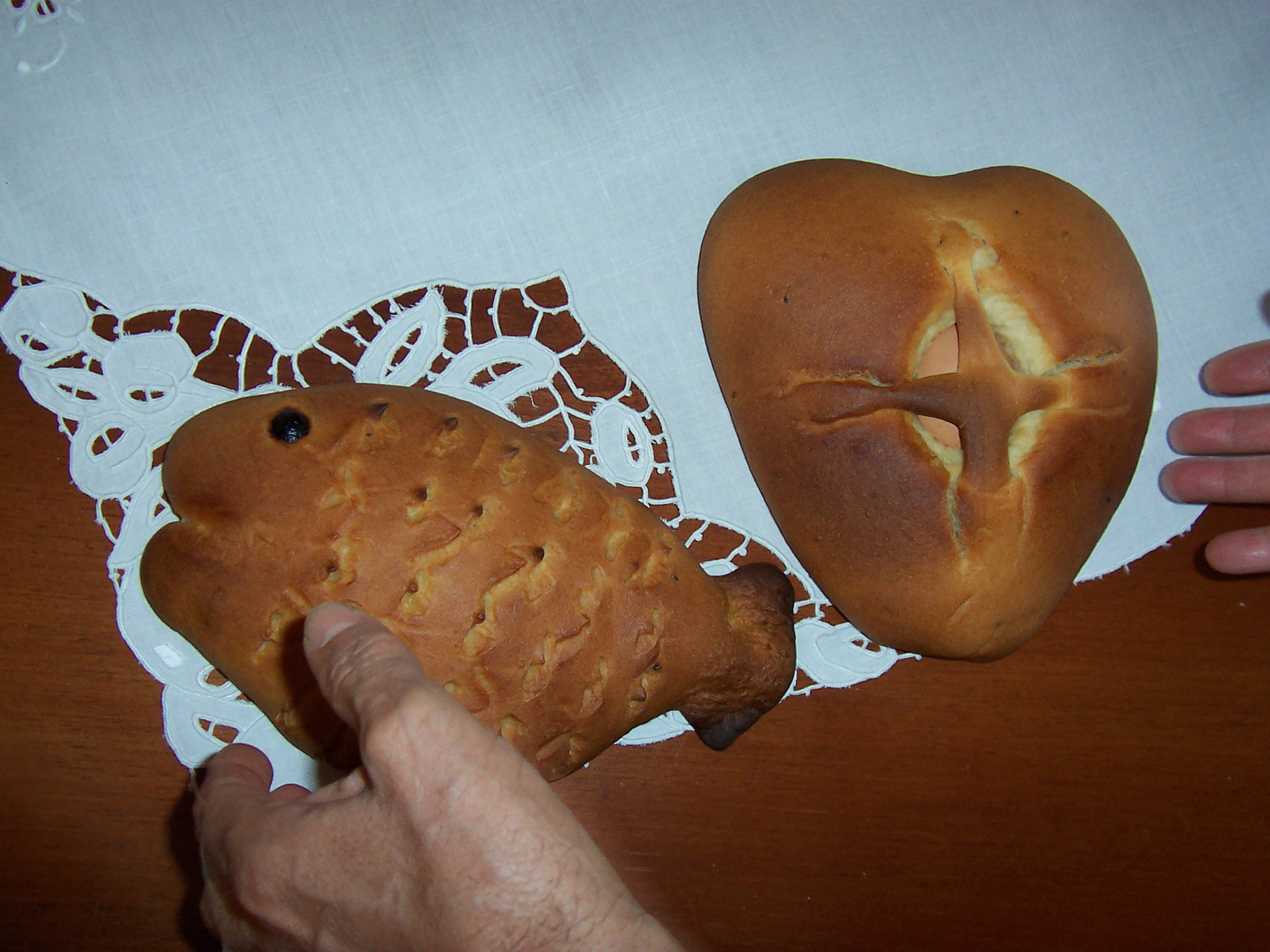
Cuzzupa.

- El helado calabrés es considerado es considerado una verdadera especialidad típica, de hecho son conocidos:
  - el "Gelato artigianale" de Reggio
  - la Crema reggina
  - la pastiera de Reggio Calabria (igual a la napolitana;
  - el "Tartufo" de Pizzo;
  - el "Pezzo duro" de Gioiosa y de Mammola;
- Pignolata, típico dulce del reggino con glasé blanco y negro de chocolate y limón (o bergamota);
- Susumelle, un tipo de bizcocho típico;
- Cuddhuraci(Cudduredda), en Pascua-(dulce típico reggino);
- Cururicchi, en Navidad, dulce de papas fritas;
- 'Nzuddha o Mastazzuolu, en la fiesta de la Madonna, un dulce típico reggino);
- Dolci farciti con crema de bergamota;
- Chiacchiere, en carnaval;
- Tartine di sanguinaccio, dulce preparado con sangre de cerdo y chocalate;
- Cuzzupa o Guta, dulce pascual;
- La Cupeta, turrón típico de Montepaone (CZ), preparado con miel, sésamo y vino cotto.
- Petrali, bizcocho de pastafrolla que contiene higos, nueces, almendras, cáscara de naranja y de mandarina;
- Stomatico bizcocho seco de azúcar acaramelado, harina, aceite, clavo de olor y canela;
- Pipareddhi (Piparelle) igual al Stomatico pero hecho con almendras.
- Tartufo di Pizzo helado con sabor a nocciola y chocolate, recubierto de cacao, la cui forma richiama il tartufo.
- Cannarìculi, bizcocho tradicional navideño al vino cotto (vino hervido con aúcar) y miel.
- Giuggiulèna, hecha de semillas, almendras y miel.
- Nacatole, dulce tradicional.
- Pitta di San Martino.

## Frutas de la región
- Naranja
- Bergamota
- Clementina
- Limón
- Mandarina
- Toronja
- Anona

## Vinos
En Calabria, tierra que antiguamente era llamada "Enotria" (Tierra del vino). Algunos viñedos se destacan de hecho por su antigüedad, la cual dara de cuando los colonos griegos llevaron sus viñas de la madre patria a las nuevas tierras, comenzando a producier el vino que aún hoy da esta tierra.

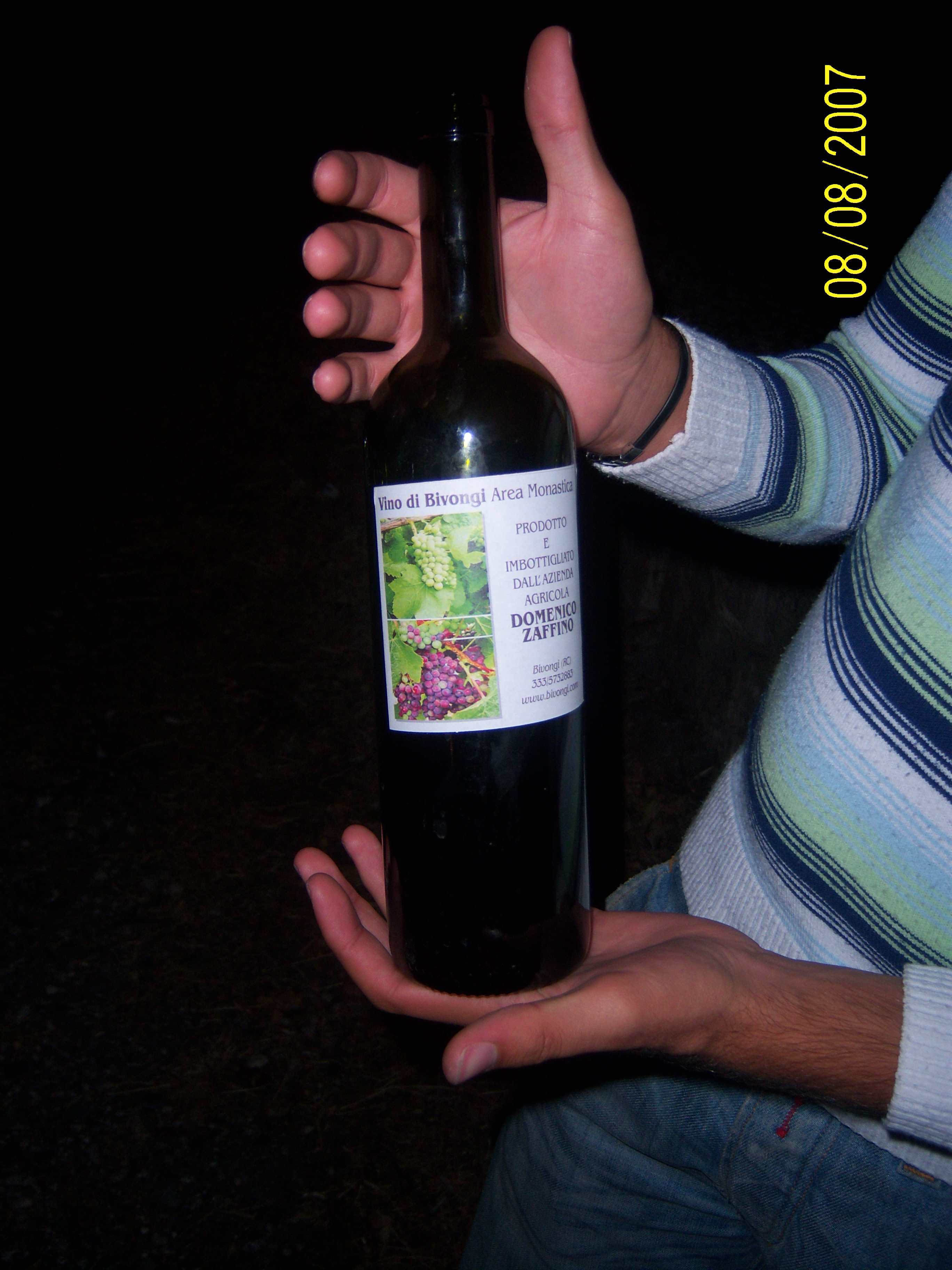
Bivongi rosso.

- Bivongi rosso nelle province di Reggio Calabria e Catanzaro.
- Cirò nella provincia di Crotone.
- Donnici nella provincia di Cosenza.
- Greco di Bianco nella provincia di Reggio Calabria.
- Lamezia nella provincia di Catanzaro.
- Melissa nella provincia di Crotone.
- Pollino nella provincia di Cosenza.
- Sant'Anna di Isola Capo Rizzuto rosso o rosato nelle province di Crotone e Catanzaro.
- San Vito di Luzzi nella provincia di Cosenza.
- Savuto nelle province di Cosenza e Catanzaro.
- Scavigna nella provincia di Catanzaro.
- Verbicaro nella provincia di Cosenza.

### IGT
- Arghillà nella provincia di Reggio Calabria.
- Calabria nell'intero territorio della regione Calabria.
- Condoleo nella provincia di Cosenza.
- Costa Viola nella provincia di Reggio Calabria.
- Esaro nella provincia di Cosenza.
- Lipuda nella provincia di Crotone.
- Locride nella provincia di Reggio Calabria.
- Palizzi nella provincia di Reggio Calabria.
- Pellaro nella provincia di Reggio Calabria.
- Scilla nella provincia di Reggio Calabria.
- Val di Neto nella provincia di Crotone.
- Valdamato nella provincia di Catanzaro.
- Valle del Crati nella provincia di Cosenza.
- Valle del Savuto nella provincia di Cosenza.

### Productos agroalimentarios tradicionales
El Ministero del Politiche Agricole e Alimentari, en colaboración con la Regione Calabria, ha reconcido 272 productos calabreses como "tradicionales".

## Bebidas
- Romanella, soda típica de limón

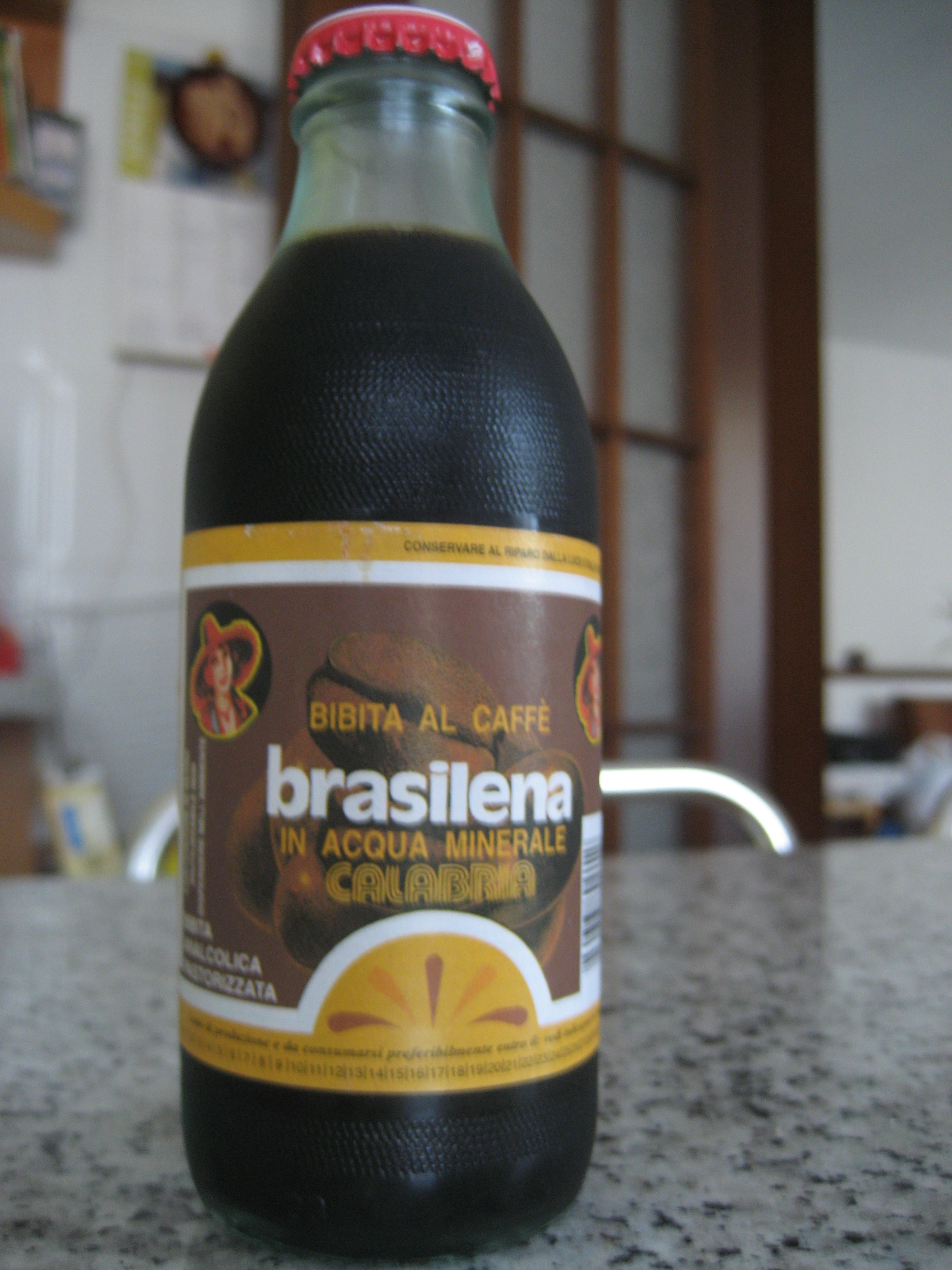
Botella de soda de café.

- Gassosa al caffè soda típica de café
- Cedrata bebida obtenida del cedro

## Licores
- Amaro dell'Abate
- Vecchio Amaro del Capo
- Bergamino (liquore di bergamotto)
- Liquirice (liquore alla liquirizia)
- Liquore di Cedro
- Pollino
- Limoncello
- Zagara
- Calabrisella
- More di gelso
- Liquore al mandarino
- Nocino
- Paesanella (forte grappa)
- Amarotto (elisir digestivo al bergamotto)

## Productos DOP y IGP
- Bergamotto di Reggio Calabria DOP
- Capocollo di Calabria DOP
- Cipolla Rossa di Tropea IGP
- Clementine di Calabria IGP
- Pancetta di Calabria DOP
- Salsiccia di Calabria DOP
- Soppressata di Calabria DOP